# 薛宜琪
薛宜琪（1884年—？年），字麒玉。江蘇省武進縣人，日本千葉医学專門学校藥科畢業。

## 生平
宣統二年(1910年)九月二日，內閣奉上諭：薛宜琪著賞給醫科進士。
宣統三年(1911年)，授翰林院檢討。
民國二年（1913年）1月13日，陸軍總長段祺瑞呈請任命其為陸軍衛生材料本廠廠長。11月25日，授一等司藥正。
民國四年（1915年）7月28日，給予四等文虎章。
民國五年（1916年）10月25日，給予四等嘉禾章。
民國十七年（1928年）12月31日，國民政府行政院衛生部技正、編譯委員會委員。
民國十八年（1929年），《中華藥典》編纂委員會編纂。
民國十九年（1930年）1月20日，國民政府行政院衛生部秘書
民國二十年（1931年）4月16日，禁煙委員會總務處第一科科長。